# Phialopsis diegensis
Phialopsis diegensis är en nässeldjursart som beskrevs av Torrey 1909. Phialopsis diegensis ingår i släktet Phialopsis och familjen Eirenidae. Inga underarter finns listade i Catalogue of Life.